# Höfen (Hollfeld)
Höfen ([ˈhøːfn̩] ) ist ein Gemeindeteil der Stadt Hollfeld im Landkreis Bayreuth (Oberfranken, Bayern). Höfen liegt in der Gemarkung Treppendorf.

## Geografie
Das Dorf Höfen liegt am Oberlauf der Wiesent im nördlichen Teil der Fränkischen Schweiz. Das Dorf ist vom drei Kilometer entfernten Hollfeld aus zunächst über die Staatsstraße St 2191 und dann über eine Ortsstraße erreichbar.

## Geschichte
Bis zur kommunalen Verwaltungsreform war Höfen ein Gemeindeteil der Gemeinde Treppendorf im Landkreis Ebermannstadt. Die Gemeinde hatte 1961 insgesamt 309 Einwohner, wovon 46 auf Höfen entfielen, das damals acht Wohngebäude hatte. Als die Gemeinde Treppendorf zum Beginn der bayerischen Gebietsreform am 1. Januar 1972 aufgelöst wurde, wurde Höfen zu einem Gemeindeteil der Stadt Hollfeld.